# Dicranum tauricum
Dicranum tauricum là một loài rêu trong họ Dicranaceae. Loài này được Sapjegin mô tả khoa học đầu tiên năm 1911.